# Class (série télévisée)
Pour les articles homonymes, voir Class.
Class (jeu de mots entre « Classe » et « Classe sociale ») est une série télévisée britannique de science-fiction créée par Patrick Ness et diffusée du 22 octobre 2016 au 3 décembre 2016 sur BBC Three. Série dérivée de Doctor Who, cette série se focalise sur une école, Coal Hill School, et ses étudiants et membres du personnel, dont la vie est rythmée par des voyages temporels et des invasions extraterrestres.

## Synopsis
La série se déroule à Coal Hill School, une école fictive qui a été régulièrement mise en vedette dans Doctor Who depuis la création de la série en 1963, et se concentre sur six de ses étudiants et membres du personnel, y compris M. Armitage (Nigel Betts), un personnage de la huitième saison de Doctor Who qui a été vu dans l'épisode Le Gardien.
Les six élèves de Coal Hill Academy ont tous leurs propres secrets et désirs. Ils doivent faire face aux contraintes de la vie quotidienne, à savoir les amis, les parents, le travail scolaire, le sexe, et la douleur, mais aussi les horreurs qui viennent de voyages temporels. Le Docteur et son envie de voyager ont dépassé l'imagination des élèves sur l'espace et le temps. Les extraterrestres venus sur Terre veulent la coloniser et la détruire.

## Distribution

### Personnages principaux
- Greg Austin : Charlie Smith[4]
- Fady Elsayed : Ram Singh[4]
- Sophie Hopkins : April MacLean[4]
- Vivian Oparah : Tanya Adeola[4]
- Katherine Kelly : Mlle Quill, une professeure de science[4]

### Personnages secondaires et tertiaires
- Jordan Renzo : Matteusz Andrzejewski
- Nigel Betts : M. Armitage[4]
- Pooky Quesnel : Dorothea Ames[5]
- Paul Marc Davis : le chef de l'Ombre[6]
- Anna Shaffer : Rachel Chapman[7]
- Cyril Nri : Chair[8]
- Ben Peel : Entraîneur Dawson[9]
- Shannon Murray : Jackie MacLean[9]
- Peter Capaldi : Le Docteur[10]
- Spencer Wilding : Quill Goddess[11]

## Production

### Développement
La série est annoncée le 1er octobre 2015. Steven Moffat en est le producteur exécutif. Il est révélé le 27 avril 2016 que Coal Hill n'était plus une école mais une université. Ed Bazalgette est le premier réalisateur à être annoncé pour la série. Philippa Langdale réalisera deux épisodes, Wayne Yip réalisera également un certain nombre d'épisodes de la série, et Julian Holmes réalisera l'épisode final de la première saison.
N'ayant pas rencontré le succès espéré, notamment au niveau des audiences, la BBC annonce dès septembre 2017 que Class est annulé. De son côté, Ness déclare qu'il est « fier » de son travail et « chanceux d'avoir eu cette opportunité de travailler sur cet univers avec un tel casting ».

### Casting
Le 4 avril 2016, les acteurs principaux de la série sont dévoilés. Greg Austin, Fady Elsayed, Sophie Hopkins et Vivian Oparah sont les vedettes chacun dans le rôle d'un élèves, avec Austin jouant un personnage nommé Charlie, tandis que Katherine Kelly interprète Mlle Quill, une enseignante de Coal Hill School,. Nigel Betts reprend son rôle de M. Armitage, aperçu dans les épisodes Dans le ventre du Dalek, Le Gardien et La Nécrosphère de la huitième saison de la série principale. Paul Marc Davis est la vedette de la série et Anna Shaffer joue un personnage nommé Rachel dans la série.
Patrick Ness révèle sur Twitter que l'un des personnages principaux est un homme avec un petit ami. Peter Capaldi, qui joue la douzième incarnation du Docteur, apparaît dans l'épisode d'ouverture de la série.

### Tournage
La série commence à être filmée le 4 avril 2016.

## Épisodes
| No | Titre original                             | Scénario     | Réalisation        | Première diffusion au Royaume-Uni |
| -- | ------------------------------------------ | ------------ | ------------------ | --------------------------------- |
| 1  | For Tonight We Might Die                   | Patrick Ness | Ed Bazalgette (en) | 22 octobre 2016                   |
| 2  | The Coach With the Dragon Tattoo           | Patrick Ness | Ed Bazalgette (en) | 22 octobre 2016                   |
| 3  | Nightvisiting                              | Patrick Ness | Ed Bazalgette (en) | 29 octobre 2016                   |
| 4  | Co-Owner of a Lonely Heart                 | Patrick Ness | Philippa Langdale  | 5 novembre 2016                   |
| 5  | Brave-ish Heart                            | Patrick Ness | Philippa Langdale  | 12 novembre 2016                  |
| 6  | Detained                                   | Patrick Ness | Wayne Che Yip      | 19 novembre 2016                  |
| 7  | The Metaphysical Engine, or What Quill Did | Patrick Ness | Wayne Che Yip      | 26 novembre 2016                  |
| 8  | The Lost                                   | Patrick Ness | Julian Holmes      | 3 décembre 2016                   |